# 呂國華
呂國華（1956年2月26日—）臺灣政治人物，中國國民黨籍，宜蘭縣頭城鎮人，曾任宜蘭縣縣長、宜蘭市市長。

## 生平
呂國華於2005年宜蘭縣長選舉中，代表國民黨打敗民主進步黨老縣長陳定南，中斷六屆24年泛綠人士在宜蘭縣的執政。2009年宜蘭縣長選舉競選連任失敗，成為全台唯一連任失利的地方首長，宜蘭重返綠色執政。2010年5月獲中華電信聘任為台灣國際標準電子公司董事長。2011年與時任宜蘭縣資深區域立委林建榮爭取提名，要求「世代交替」，不過最終退選，但林亦以近萬票之差連任失敗。2015年5月14日宣布不再參與選舉。2016年8月3日在臉書宣布復出欲選縣長。2019年6月26日呂國華經中國國民黨黨內初選獲勝，提名參選2020年第10屆宜蘭縣區域立法委員。

## 從政經歷

### 2001年宜蘭縣長選舉

##### 許文政等推薦 呂國華參選縣長
2001年2月16日國民黨主席連戰晚宴請宜蘭縣兩名地方大老許文政及陳進富，兩人向連主席推荐由宜蘭市長呂國華參選下屆宜蘭縣長。呂國華回應，他從未想要競選縣長，而是想選立法委員，有關是否競選縣長一事，友人的建議正反面都有，但他認為縣內比他有實力的黨員很多，怎麼輪也輪不到他，不過假若黨內沒有人登記，他不排除出馬競選。
2月19日頭城鎮前鎮長邱金魚、莊錫財、鎮民代表薛文進、賴茂盛等多名民意代表，表達支持呂國華出馬競選下屆縣長。認為呂國華年輕、有活力、形象好，宛如台北市長馬英九，相信呂也能在宜蘭縣掀起「呂國華旋風」。呂國華表示，他從未想要競選縣長，而是想選立法委員。不過假若黨內沒有人登記，他不排除出馬競選。

###### 競選過程
呂國華、劉守成兩人就失業率、招商、蘭陽溪採砂石等問題過招。搭配競選的副縣長人選為冬山鄉前鄉長林定國。呂國華競選陣營縣長選舉主軸主打宜蘭縣高失業率，最後由民進黨籍縣長劉守成連任成功。

### 2002年宜蘭市長選舉
國民黨在此次的宜蘭市長初選協調作業被批評，其「協調」模式，始終以「勸退」為前提，甚至傳出「條件說」，最後徵召呂國華「回鍋」參選。國民黨一直屬意徵召呂國華爭取連任，同時期待爭取提名的市代郭志遠能夠退出，並請出立委林建榮協調，最後破裂。2001年國民黨正式徵召呂國華參選宜蘭市長，林建榮卻婉拒擔任呂國華競選總部主委。
2001年12月21日國民黨組發會主委慰問呂國華 、林建榮。陳健治再和林建榮一起到宜蘭市公所，拜訪市長呂國華。呂國華表示，要競選連任，希望林建榮擔任其競選總部的主任委員，林一度婉拒，不過，後來陳健治宣布，林建榮同意出任呂國華競選市長的競選總部主任委員。

#### 宜蘭市長政績
完成宜蘭市志、打通碧霞街自同慶街到舊城北路路段、力新路到東後街間樹人路。

### 2005年宜蘭縣長選舉

#### 捻香跑行程爭議
選舉期間陳定南競選總部，指控宜蘭市長呂國華到處參加喪祭，甚至要市公所人員代理，遭審計部宜蘭審計室糾正。宜蘭市公所表示，這是代表會在核銷經費時認知不同，並非被糾正；且都是在公務之餘前往致意，並無不當。陳定南陣營主要指出，呂市長不但自己去「拈香」，還會指派主任祕書或課室主管等代表出席。宜蘭市公所主任祕書李玉蕙回應表示，當時是市民代表對市公所人員出差時的經費核銷有疑義，才行文宜蘭審計室說明；而且市公所員工絕對沒有所謂因到處「拈香」，讓市民洽公找不到人的事情。呂國華競選總部也發表聲明，指婚喪喜慶是民眾的大事情，呂國華勤跑基層是事實，但絕無荒廢市政。希望對手不要再抹黑公務人員。

#### 縣長選舉政見會 攻防政治變色龍
縣長選舉第二場電視政見會時，呂國華和陳定南互轟政治變色龍。陳定南表示，就他所知，呂國華是一個政治變色龍，從國民黨跳到社民黨，還填妥加入民進黨的表格，只是最後沒加入而已。呂國華表示自己從未離開過國民黨；反而是陳定南，兩任縣長都是無黨籍，據了解是為了選省長才加入民進黨。

#### 賄選疑雲攻防
11月30日宜蘭縣長候選人陳定南提起自訴，控告對手呂國華利用宣傳車及文宣，散布他涉嫌賄選的不實傳言，以夾報文宣及擴音器廣播等方式，散布陳定南及競選總部涉嫌賄選的不實謠言，還自稱是依據宜蘭地檢署所發新聞稿為根據。但後來就連宜蘭地檢署都批評該文宣斷章取義，誤導選民。已觸犯選罷法及誹謗罪。
同日國民黨全體三合一候選人在縣議會門口，齊呼「抗議，陳定南陣營賄選」口號後，前往宜蘭地檢署陳情，請檢調單位毋枉毋縱，加速審理此賄選案。呂國華強調，「眾軍殺人，罪及主帥」，陳定南把涉嫌賄選的責任，都推給客家後援會會長；其實幾乎所有被查到賄選案件都不是候選人自己直接去賄選，而是助選陣營的人下去賄選。
期間宜蘭縣內各地出現「抗議！陳定南陣營賄選」布條，呂國華陣營一度否認懸掛，宜蘭縣選委會拆除其中三面，不服被撤前往選委會抗議 。縣選委會曾詢問呂國華總部人員一度否認是他們掛的，且沒署名，被認定為無主旗幟。但其競選總部晚上又聲明表示，這些布條確為呂國華陣營掛的，總部人員不清楚，才會沒跟選委會人員說清楚。
抗議者由呂國華選情中心執行長柯家聲（页面存档备份，存于）陪同，向宜蘭縣選委會總幹事黃懿鵬遞交抗議書。表達由於前天競選總部接電話的人不清楚，這確實是呂國華陣營的布條，如今屬於有主布條，選委會如何處理？黃懿鵬說，街頭的宣傳布條、旗幟如果認得出來屬於誰的，就是合法。抗議群眾聽到這句話，歡呼高喊繫掛布條是合法的，不會被拆了，隨即離去。

#### 宜蘭市公所網頁搞置入性選舉
12月1日被質疑宜蘭市公所網站，放置有關選舉消息。宜蘭市公所網站首頁最新消息欄，有兩篇名為「民進黨宜蘭縣黨部又再抹黑」、「反對政客為選舉抹黑宜蘭市公所」的新聞稿，但要點進去才能夠看到相關內容。宜蘭市公所主祕李玉蕙答覆：呂國華市長競選縣長，有設置個人網站；宜蘭市公所則是因為有些候選人的言論，抹黑市公所，因此，才發言澄清，並將新聞稿發布在市公所。這是在說明市政建設，與選舉並沒有關係。

#### 選舉結果與後續
主打的政見「打造蘭陽台灣未來城」，代表中國國民黨打敗民主進步黨陳定南，中斷六屆24年泛綠人士在宜蘭縣的執政。2006年3月陳定南主動撤回選舉期間訴訟案，盼以縣政為優先決定放下私怨，呂國華也釋善意撤回自訴、告訴案 。

### 2009年宜蘭縣長選舉

#### 世界馬戲童玩博覽會風波
2009年拉斯維加斯公司春節期間在宜蘭舉辦「世界馬戲童玩博覽會」，馬戲團沒有取得執照以及廣告與演出內容不符，引起消費糾紛被譏是「馬戲變狗戲」，負責人朱啟屏 （页面存档备份，存于）被宜蘭地檢署依詐欺罪起訴。
消費糾紛引起風波，民進黨議員點名國民黨縣黨部副主委林明昌與馬戲團有關，馬戲團寄的貴賓券，還附著林明昌賀卡，馬戲團發言人葉明仁曾任國民黨宜蘭縣青年參議會議長，是縣長呂國華競選輔選幹部；林明昌回應，與馬戲團沒關係，要控告放話者誹謗；呂國華說，輔選歸輔選，如果有違法就移送法辦。
林聰賢陣營批評如果沒有呂國華縣府團隊撐腰，馬戲團膽敢將縣府掛名「指導單位」，未獲核准即先行開演，並透過學校促銷票券，免費借到宜蘭運動公園活動看台作為馬戲場地座椅。呂國華競選總部發言人的楊金源指出，馬戲團擅自將縣府掛名指導單位，當時，縣府即嚴正表達立場，馬戲風波爆發，縣府將全案依詐欺罪送辦，並代打官司積極協助消費者求償，民進黨不要因選情不好，用扭曲事實的手法來牽制呂國華，選民會有明確的判斷。

#### 馬英九執政不佳連帶影響選情
馬總統向來最力挺的宜蘭縣長呂國華，不論是元宵節燈會，還是蘭雨節，宜蘭的大活動，一定看得到馬總統，帶著縣長呂國華，要錢要經費通通給。八八水災重創南台灣，連帶造成馬英九總統聲望跌到谷底，競選時呂國華面對記者詢問要不要請馬總統輔選時，竟然保守的說重點在候選人個人努力，馬總統現在還是救災好了!

#### 綠色博覽會廠商飛瑞捷跳票案
壹週刊報導宜蘭縣長呂國華陷入2008年綠色博覽會中貪污風暴。呂國華不滿遭指涉貪，控告壹週刊誹謗。壹週刊引用綠博包商陳正宗爆料，指呂國華任由幕僚A走綠博新台幣2,200多萬元公帑。呂國華一併對陳正宗提出誹謗告訴。此外，由於民進黨提名宜蘭縣長參選人林聰賢在個人部落格刊載陳正宗的言論。呂國華認為，陳正宗的言論不實，林聰賢涉惡意散播，對他的人格造成污衊，已違反選舉罷免法，因此也對林聰賢提出意圖使他人不當選的告訴。
綠博受害廠商所組成的自救會由蘇慧玲代表出面告發呂國華、前縣府農業局長吳柏青、競選幕僚黃銘仁等十人，分別涉嫌觸犯偽造文書、圖利、背信以及貪污、侵占等罪嫌。呂國華則回應去年六月十八日主動將案件移送宜蘭調查站偵辦，從未迴避問題，廠商告發不過多此一舉，但也可看出，廠商的動作明顯具有政治目的，意圖操弄選舉。

#### 芭瑪風災登記參選風波
10月6日芭瑪風災後縣長呂國華夫人代為前往縣選委會登記參選，卻因為參選活動造勢與候選人失言引起爭議。當時根據國民黨民調呂國華選情和民進黨林聰賢以呈現五五波，此事件經新聞媒體放送引起不小風波。芭瑪颱風挾帶豪雨，讓宜蘭成了淹水的災區，縣長呂國華忙著勘災，但因請太太率領大隊人馬，風雨中浩浩蕩蕩登記參選連任。呂國華認為，只要沒影響到勘災公務，早就「看好」的日子，還是不能受影響。此事被質疑，馬總統前一天才說宜蘭是全國矚目的災區，縣長明明也知道自己去登記會挨罵，為什麼非要挑這一天。口口聲聲救災第一，心裡還是放不下良辰吉時拚選舉，該不該停班停課，反而猶豫不決。 
事後呂國華替自己抱屈不知選民氣什麼，認為對手羅東鎮長林聰賢也去親自登記並沒有勘災。當時颱風放假引起爭議，適逢週一要不要停課，宜蘭縣府1日6變，決策變變變被罵到臭頭。呂國華批評是對手抹黑，因為不管是不是停班、停課，都能登記參選，甚至批評擔任羅東鎮長的對手林聰賢，親自出馬登記根本沒勘災。

#### 蘭陽青年協會批林聰賢 綠營嗆消費陳定南
11月5日國民黨議員租借縣議會會議室，由自稱是蘭陽青年協會4名學生召開記者會，台灣大學國家發展研究所碩士生楊育明掛名總召發言，以「林聰賢背棄了陳定南」抨擊民進黨宜蘭縣長候選人林聰賢，用涉嫌賄選、害陳定南揹黑鍋的陳歐珀當副手，背棄陳定南清廉價值。青年協會強調立場超然，卻連記者會場地與媒體連繫由誰代勞，是不是藍營代為安排，都無法說清楚，對於立場被質疑，只說也會對呂國華檢視與批判，要各界拭目以待。

#### 被指縣府公器私用連夜換看板
11月6日競選期間宜蘭縣內各大路口都可以看到縣府出資呂國華縣長和總統的合照看板，上面還寫著呂國華的政績，不過就在選戰進入倒數的敏感時刻，卻引發對手質疑，美其名是宣揚政績，其實根本就是花公家錢替自己造勢，藍營急得連夜撤下把跟總統合照的看板撤下來換成小女孩。縣府打著爭取國民運動中心及小巨蛋名義，在宜蘭、羅東運動公園分別樹立呂國華與馬英九、吳敦義合照看板，畫面突兀被批評是選舉廣告，違反行政中立；後換上小朋友可愛照片，強調教育紮根、文化傳承，一樣搞縣政宣傳。這兩面看板被指出涉嫌未申請使用，縣府建設處指出，不管是公益或縣政宣傳都要申請核准，羅東、宜蘭運動公園的廣告都沒有申請，確實有違法問題。

#### 利用縣府資源公器宣傳政績
競選期間宜蘭街頭立了很多縣政廣告，宣傳縣長呂國華政績，經費來源於縣政府。內容幫包含宜蘭縣政府標誌與政績，宜蘭縣長呂國華。 （页面存档备份，存于） （页面存档备份，存于）

#### 縣府秘書上班時間寫選舉新聞稿引發行政不中立爭議
11月14日民進黨陣營出具電子郵件，指控縣府秘書崔明嵩上班時間，替國民黨縣長候選人呂國華撰寫新聞稿攻擊民進黨縣長候選人林聰賢，呂國華公器私用，崔明嵩領國家俸祿卻成私人打手；縣府代崔回應，只是代轉競選總部文宣，會進行查處與檢討。

#### 選前宣布復辦童玩節也要辦蘭雨節
11月17日呂國華日宣布，明年就會復辦童玩節，舉辦地點在冬山河親水公園。還以縣長職位背書：「如果我連任，童玩節沒有復辦，我可以馬上辭職。」但在選戰前才宣布復辦是否有政治考量，呂國華強調，「復辦不是憑空而來。」競選對手林聰賢競選總部回應，選前18天，一個停辦童玩節的縣長節驟然宣佈要恢復童玩節，「殺童玩節的人，喊救童玩節」，這根本是一張為了選舉利益、騙選票的芭樂票。呂國華競選總部發言人楊金源指出，呂國華要復辦童玩節，也要辦蘭雨節，林聰賢只要辦童玩節，不要蘭雨節，對宜蘭觀光會造成很大影響。
呂國華在競選總部宣布明年復辦童玩節，縣府文化局長呂春山到場，引起爭議。有媒體質疑，這場記者會是縣政場合或是競選場合？在競選總部召開應該是競選場合，那麼文化局長為什麼可以在場？沒有行政不中立的問題嗎？競選總部發言人楊金源說，政務官是政治任命，與縣長同進退，童玩公園規劃進度有必要讓外界了解，呂春山也請了假，沒有行政中立問題；呂國華說，呂春山是政務官，只是就幕僚工作說明，沒有競選行為。

#### 藍委宜蘭齊心力挺呂國華
11月24日國民黨立委蔡正元、陳淑慧、周守訓、林建榮、洪秀柱、郭素春和林益世成立“我愛蘭陽小組”，替呂國華加油打氣，提出“愛宜蘭的10個理由”。但爭議性為洪秀柱立委2008年11月年提案凍結陽明大學蘭陽校區規劃及設計費4300萬，2009年11月16日提案凍結陽明附醫作業基金蘭陽校區半數預算。

#### 黑函事件
12月1日黑函由一名身穿呂國華陣營競選背心、疑似罹患精神疾病的陳姓婦人所發送，誣指陳定南是被太太餓死。綠營痛斥是宜蘭縣長呂國華陣營所為，呂國華一日在城隍廟下跪發毒誓澄清，對於開創「宜蘭經驗」的陳定南，呂國華說「對他一向非常尊重。」指林聰賢陣營為了選舉不擇手段，連精神不正常的女性也不放過，不斷消費陳定南夫人。

#### 四年施政滿意度天下雜誌評比17名
共25縣市一同評比施政滿意度，2006年倒數10名、2007年倒數7名、2008年倒數9名、2009年倒數8名。2009年天下雜誌民調縣府行政效率全國最後一名。政效率、施政力，在全國25縣市中，宜蘭縣長施政滿意度17名、縣長是否關心縣民生活20名、縣長是否關心下一代教育19名

#### 競選結果
呂國華競選宜蘭縣第16屆縣長連任失敗，由民進黨籍羅東鎮長林聰賢勝出，四年藍天變綠地。

### 2012年立法委員選舉
挑戰現任立委林建榮訴求「世代交替」產生衝突。國民黨多次協調，呂國華堅持初選提名，國民黨面臨分裂危機。協調過程，黨公職幹部支持林建榮聲音強烈，不希望呂國華破壞團結；呂國華被誤會、批評甚至攻擊，讓他感觸很深，難過掉淚。國民黨的前、後任秘書長金溥聰與廖了以，也都曾與呂國華深談，黨中央擔心，若呂國華執意參選，萬一造成黨的分裂，會影響馬英九競選連任；外傳，馬英九最後親自打電話勸退，讓呂國華打消參選念頭。

### 2020年立法委員選舉
黨內初選對手李偉華文宣用隱射方式，與指呂國華長期住在台北，只跑馬拉松與停辦童玩節，憑什麼說最了解宜蘭。 國民黨宜蘭立委初選民調結果民調結果：呂國華33.104％、黃定和31.987％、李偉華23.272％、劉燦輝11.637％。呂國華以1.117個百分點贏同黨籍議員黃定和獲得黨內初選勝利。2019年6月26日中國國民黨正式提名為宜蘭區立委候選人。最後輸給對手民進黨籍陳歐珀。

## 選舉紀錄
| 年度 | 選舉屆數               | 選舉區       | 所屬政黨   | 得票數  | 得票率 | 當選標記 | 備註 |
| ---- | ---------------------- | ------------ | ---------- | ------- | ------ | -------- | ---- |
| 1996 | 第三屆國民大會代表選舉 | 宜蘭縣選舉區 | 中國國民黨 | 31,168  | 28.56% |          |      |
| 1998 | 第十三屆宜蘭市市長選舉 | 宜蘭縣宜蘭市 | 中國國民黨 | 20,455  | 52.31% |          |      |
| 2001 | 第十四屆宜蘭縣縣長選舉 | 宜蘭縣       | 中國國民黨 | 98,574  | 47.18% |          |      |
| 2002 | 第十四屆宜蘭市市長選舉 | 宜蘭縣宜蘭市 | 中國國民黨 | 19,437  | 53.61% |          |      |
| 2005 | 第十五屆宜蘭縣縣長選舉 | 宜蘭縣       | 中國國民黨 | 121,463 | 51.40% |          |      |
| 2009 | 第十六屆宜蘭縣縣長選舉 | 宜蘭縣       | 中國國民黨 | 112,469 | 45.74% |          |      |
| 2020 | 第十屆立法委員選舉     | 宜蘭縣選舉區 | 中國國民黨 | 89,380  | 34.00% |          |      |

## 縣長任內施政與爭議

### 施政政績
縣長四年任內完成蘭城新月廣場、外澳衝浪產業、宜蘭科學園區竹科城南基地、蘭陽博物館、九大眷村改建、櫻花陵園、羅東文化工廠成為宜蘭縣第二文化中心。任內推動海上長泳推廣全民運動、完成烏石港區段徵收、成功爭取北宜高礁溪宜四匝道開闢頭城外環道, 解決頭城市區長期塞車的問題、興建礁溪溫泉公園, 提振礁溪觀光產業、九大眷村的改建、爭取高速公路側車道經費,貫通讓宜蘭多一項南北道路、拓寬三星大洲往羅東的道路、整治新舊寮溪、興建蘇東堤防、改建蘇澳第三漁市場、禁止燃燒廢溶劑、引進觀光工廠、全國招商第一名。

### 停辦宜蘭國際童玩節
宜蘭國際童玩節入園人數逐年銳減，2005年開始持續虧損，中央政府也停止補助，經營陷入困境。2006年童玩節賠錢宜前文化局長涉瀆職，舉辦十一年的宜蘭國際童玩藝術節，2006年童玩節出展館遭爆報價膨風，一張木心板展示桌58萬，一個泡棉字5500元 比市價貴10多倍 ，承包商說明：趕工工資貴、截長補短 。當年活動首度虧損五千餘萬元；同時也爆出檢調查出前文化局長劉哲民涉嫌未經公告即私相授受，將十萬張預售票賣給業者翁正杉，翁卻開芭樂票給文化局 。2007年8月7日，呂國華認為大環境變遷，不得不做出既艱難又痛苦的抉擇，決定未來將停辦此活動，引起輿論嘩然，停辦童玩節成為2009年宜蘭縣長選舉連任失敗的主因。無獨有偶，停辦的宜蘭童玩節，被複製到中國大陸浙江杭州，開幕還會以國際童玩節的名稱來吸引遊客。

### 開辦宜蘭國際蘭雨節
停辦宜蘭國際童玩節後，在2008年改辦宜蘭國際蘭雨節。宜蘭縣政府認為，首屆蘭雨節活動獲得民眾高度肯定，總入園人數衝破88萬人次，明年會再持續舉辦蘭雨節
。宜蘭縣議會則認為，縣府停辦童玩節理由之一是不堪虧損，首屆蘭雨節收入卻只有2500萬元，保守估計，帳面虧損至少7000萬元，創下宜蘭縣舉辦大型活動最大虧損紀錄，既然這樣，何必停辦童玩節？縣府工商旅遊處則表示，舉辦蘭雨節本來就不是為了賺錢，目的是希望行銷宜蘭，帶動暑假期間的觀光市場與產業經濟。2009年宜蘭國際蘭雨節，類似事件和爭議一樣出現。原本2009年宜蘭縣長選舉呂國華提出不只復辦童玩節，蘭雨節也會有，但因縣長連任失敗，兩次的宜蘭國際蘭雨節就成絕響。

### 停辦宜蘭盃國際名校划船邀請賽
宜蘭盃國際名校划船邀請賽每年邀請世界各國大學名校學生比賽西式划船，每年所需經費約2200萬元，往年都是體委會、教育部各補助800萬元，外交部、觀光局各補助100萬元，縣府自編400萬元；縣長呂國華上任後，中央政府大幅縮減補助費用，只補助100萬元，財政惡化、瀕臨破產邊緣的宜蘭縣政府認為名校划船賽雖然有外交上的實質意義，但每年觀看球賽的民眾不多，決定自2006年起停辦此活動。

### 調高非都市土地建蔽率及容積率
宜蘭縣非都市土地容積率及建蔽率低於中央標準始於游錫堃任內，2007年8月呂國華調高宜蘭縣非都市計畫建築用地建蔽容積率，將非都市地區甲種建築用地由建蔽率40%、容積率100%調高為建蔽率60%、容積率180%；乙種建築用地由建蔽率50%、容積率120%調高為建蔽率60%、容積率180%；並限制建築物高度不得超過14公尺。調高後仍較中央規定低，依據中央的標準，甲種建築用地及乙種建築用地建蔽率可以到60％、容積率則為240％。而當時遭民間團體質疑，宜蘭縣建蔽率如果輕率放寬，將使建物更為高聳、房屋更為密集、水泥叢林更為增多、田園綠地更為減少、公共設施負擔更為沈重，此一攸關人民生活品質、財政負擔、涉及全縣民「環境權」的重大政策，縣府應深入研議、審慎處理，此舉有圖利少數開發商疑慮。至今超過10年未調整，2019年又有欲調整聲音，調整大都會考量人口成長需要、公共設施服務及地方產業發展等因素。

### 宜蘭城南基地徵地
縣府徵收城南基地土地的價格一坪是一萬五、六，附近土地一坪要價三、四萬元。民眾質疑宜蘭縣政府刻意調降公告地價，以減少徵收經費。

### 蘭城新月開發案放寬容積率
2009年「蘭城新月」開發案放寬容積率7樓變11樓，市值增4、5億，縣長被批圖利廠商。蘭城新月多出的4樓總面積二千多坪，增加利益4、5億元利益。縣長呂國華表示，環華豐股份有限公司要引進五星級旅館，但當初的獎勵容積30%，觀光飯店數才183間，未達220間經濟規模。加上高度限制，整體美觀不足，所以申請變更設計，業者同意公司設在宜蘭，每年1億7千多萬元稅收繳給地方。
新新聞1184期報導，縣府同意環華豐公司以8項公益替選方案，換來增加2,000餘坪的樓板獎勵，將獎勵容積由30%提高到35%。這8項名為「公共利益替選方案」的公益項目，讓環華豐換得新月廣場高度由升高到，原建照總樓地板面積由最先的13萬2370.4平方公尺，到最後變成14萬1959.47平方公尺，前後相差(約)。開發商因而獲得的利益約值4到5億元。
根據「變更宜蘭市都市計畫(南門地區)細部計畫(南門段七及十二地號)都市設計應履行公共替選方案協議書」這8項替選方案是：
1. 歷史構造物與監獄門廳承諾認養、維護及營運管理。
2. 監獄門廳旁廣場無償提供五穀廟興辦宗教文化活動之需求。
3. 觀光飯店營運後，由文化局提供優質民俗區體，例如蘭陽舞蹈園、現代舞等，長期與飯店合作，以推廣發展在地文化藝術。
4. 於申請案件通過後，承諾捐贈價值50萬元之口罩予宜蘭縣各醫院。
5. 基地四周人行道認養、舖面及路樹維護。
6. 社會服務：包括與優良計程車訂約排班，與社會局合作，清寒人員優先安排任用、工作人員戶籍在地優先任用、殘障人士優先安排任用。
7. 於一樓服務台及觀光飯店之客房內，免費放置旅客服務中心之DM。
8. 蘭城新月廣場包括家樂福量販店、購物中心、國際觀光旅館等營運之3家承租戶，應將其公司設籍宜蘭，在地繳稅，以增加縣政府擴大稅基來源。

新新聞報導對於公益案提出質疑：
擺放宜蘭縣遊客服務中心的DM、讓五穀廟可以借用監獄門廳前的廣場辦活動、可以讓優良計程車訂約排班，這些都成換得增建樓板面積的公益項目。觀光飯店不需計程車排班嗎？不需有文化藝術表演活動嗎？一般民間的個人、公司進行認養公園、路樹的事情，能要求縣府回饋獎勵嗎？環華豐公司要在宜蘭搞量販店、購物中心，期待全體縣民到此消費的企業，難道不該將公司稅籍設在宜蘭嗎？環華豐公司祇不過列出任何具社會責任感的企業應做的事情，就要求縣府給予等值4、5億元的樓板面積獎勵。

#### 停車空間不足  縣府買單處理
曾被宜蘭縣政府都委會專案小組認為不合理而不予通過的新月廣場開發案停車獎勵案，在呂國華主持的第140次都委會會議下獲得通過。新月廣場提出不合理的停車規劃，停車空間不足。縣政府以解決縣民停車問題為名，向國防部借用新月廣場對面舊聯勤二O四廠102公頃的閒置用地，無償交由新月廣場整地，供作停車場使用。
舊聯勤這塊地，共規劃428個汽車、410個機車、30個遊覽車的停車位，吸引民眾到新月廣場消費時可以免費停車使用，然而鄰近周邊商國道路的停車位及演藝廳停車場，卻須向使用的縣民收費。被批評呂國華比較「體貼」新月廣場。爭議點是公產畢竟不宜交由私人無償使用，環華豐畫了一個停車場的大餅，換來獎勵容積，到頭來卻還是由縣府無償幫他解決停車問題。

### 宜蘭綠色博蘭會經營爭議
綠博賠錢擬改由專業籌辦。2007年雪隧通車後的第一個綠博，入園人數並未因此而大幅成長，活動收入也不如預期，非宜蘭縣民在宜蘭住宿支出比例明顯下降，交通、特產及紀念品、餐飲等方面支出比例則有提高。虧損近800萬元，負面傳聞多，農業局長吳柏青表示，他打算請辭農業發展基金會執行長，把綠博交給專業人士籌劃，綠博要轉型，不然會被淘汰，縣長呂國華表示，會再好好研究。
2008年新新聞雜誌以標題《攤販陸入侵，宜蘭綠博變夜市》副標：商業扼殺創意，文化立縣遇瓶頸。宜蘭童玩節是聯合國教科文組織在亞洲唯一認可的藝術節活動，台灣人卻不懂得珍惜草率停辦，如今竟被移植到大陸去，實在是一大諷刺。宜蘭縣這幾年辦的活動每下愈況，不但沒創造出自己的特色，連最基「本品質維護」都沒有達成，值得引以為戒。當年綠博被批華而不實進園猶如夜市。 
2009年宜蘭縣長呂國華被壹週刊報導，縣府透過由呂國華擔任董事長的蘭陽農業發展基金會，籌辦2008綠色博覽會，基金會和承包商間卻疑似以假發票核消帳款，有2千多萬下落不明；不過呂國華駁斥，絕無此事。

### 縣長搭船超載又站立疑違規
2009總統盃全國龍舟錦標賽，縣長呂國華到場觀賽搭乘小船在冬山河上跟兩岸民眾揮手致意，卻被人發現限乘5人的小船卻載了6個人，縣長還違規站立在船上卻沒人穿救生衣。

### 宜蘭縣財政問題
2006年宜蘭縣因為短期借貸逾限23億餘元，2月財政部就通知宜蘭縣政府，若不債還短債，就要扣除中央給宜蘭縣的補助款，並議處縣長呂國華，宜蘭縣成為第一個因為財政問題，遭中央「警告」的地方政府。

### 天下雜誌民調 縣府行政效率全國最後一名
2009年天下雜誌9月出版的調查，除行政效率、施政力，在全國25縣市中，宜蘭縣長施政滿意度17名、縣長是否關心縣民生活20名、縣長是否關心下一代教育19名。

### 公告宜蘭11鄉鎮非都市土地 放寬民宿申請
2006年雪隧通車後隔年，2007年10月任內時曾公告，除宜蘭市外，其他鄉鎮「非都市土地」都劃為「偏遠地區」，此舉公告打開農舍經營民宿的大門，各式豪華民宿比鄰而立。2015年縣長林聰賢為管制農舍氾濫增建，廢止偏遠地區公告，只有休閒農業區範圍內的農地才可以申請經營民宿。後代理縣長陳金德又比照呂國華時期開進行放。

## 任職台灣國際標準電子公司董事長爭議
呂國華競選縣長連任失利，卻於2010年5月前獲中華電信聘任為台灣國際標準電子公司（页面存档备份，存于）董事長，月薪加車馬費約16萬元。台大資訊工程所教授高成炎質疑呂國華毫無電信專業背景為政治酬庸。歷任董事長如陳堯、王金土、謝俊民及剛被換下的羅旻，皆為電信界大老或中華電信高階主管，專業知識與經驗豐富。反觀呂國華是國民黨地方政治人物，輔仁大學社會系、台大三民主義研究所碩士，對電信設備事業的經營是門外漢，如何勝任難以理解。
中華電信總經理張曉東指出，中華電信不僅需要電信專業人才，也需要多方人才，董事長這個職務需要有領導、管理能力。當時交通部次長葉匡時回應「尊重中華電信的商業考量」。民進黨籍立委田秋堇指出，地方盛傳呂國華可能與林建榮力拚下屆區域立委，國民黨應是評估兩虎相爭必有一傷，才以此「肥缺」安撫。

## 外部連結
- 呂國華的Facebook專頁

| 中華民國政府職務 | 中華民國政府職務                                       | 中華民國政府職務                   |
| ---------------- | ------------------------------------------------------ | ---------------------------------- |
| 宜蘭縣宜蘭市公所 |                                                        |                                    |
| 前任： 郭時南    | 宜蘭市市長 第十三、十四屆 1998年3月1日－2005年12月20日 | 繼任： 李玉蕙（代理） 正任：黃定和 |
| 宜蘭縣政府       |                                                        |                                    |
| 前任： 劉守成    | 宜蘭縣縣長 第十五屆 2005年12月20日－2009年12月20日     | 繼任： 林聰賢                      |